# Joseph Dalton Hooker
Pour les articles homonymes, voir Hooker.
Joseph Dalton Hooker, né le 30 juin 1817 à Halesworth et mort le 10 décembre 1911 à Sunningdale, est un explorateur et botaniste britannique. Il est notamment connu pour son ouvrage Genera plantarum et pour avoir soutenu Charles Darwin, l'incitant à publier ses théories.

## Biographie

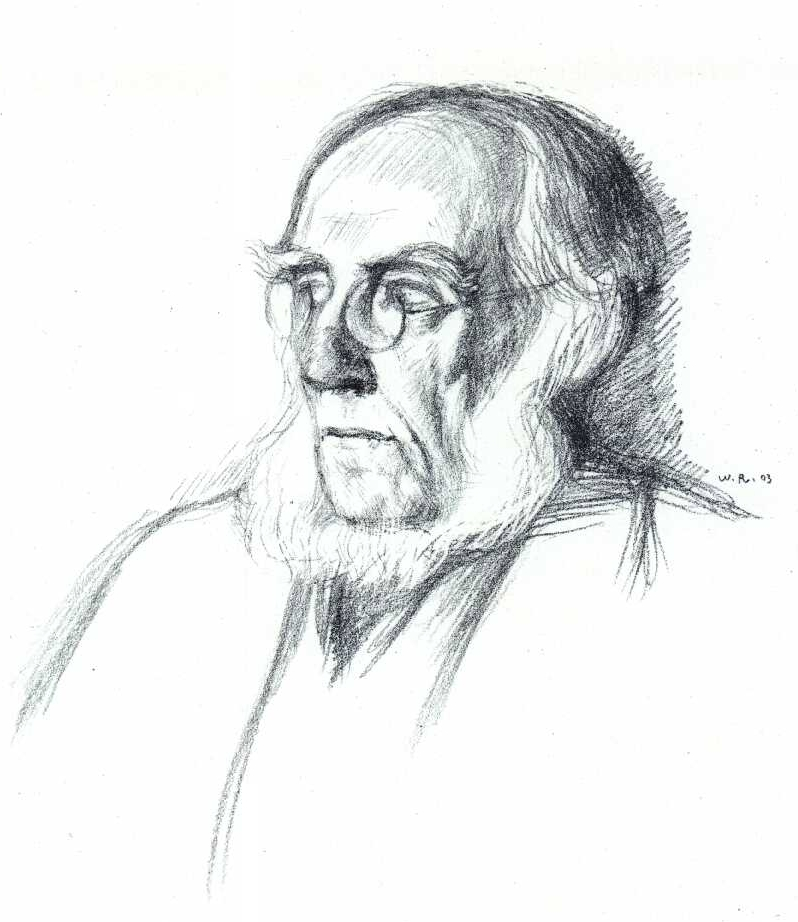
Joseph Dalton Hooker.

Deuxième fils du renommé botaniste Sir William Jackson Hooker, il est né à Halesworth dans le Suffolk. Il poursuit ses études à l'université de Glasgow où il obtient ses Medical Doctorat, Doctor of Civil Law et Doctor of Laws. À peine diplômé, il se joint en 1839 à l'expédition antarctique de Sir James Clark Ross en tant qu'assistant-chirurgien sur l’Erebus. Au retour des trois années passées dans les mers australes, il publie ses travaux botaniques sous la forme des ouvrages : Flora Antarctica, Flora Novae Zelandiae et Flora Tasmanica.
Son expédition suivante (1847-1851), en partie financée par le gouvernement britannique, l'amène avec son ami le docteur Archibald Campbell aux extrémités de l'Inde septentrionale et pour un temps dans les geôles du Rajah du Sikkim. Résidant à Darjeeling il explore la région des contreforts de l'Himalaya et y fait de nombreuses observations tant géographiques que botaniques, qui sont publiées par le Bureau d'études géodésiques de Calcutta. Ses observations botaniques, illustrées par des lithographies de Walter Hood Fitch, forment des références essentielles pour la flore de l'Inde et en particulier pour la connaissance des rhododendrons de l'Himalaya.
Entre autres voyages, Hooker visite aussi la Palestine (1860), le Maroc (1871) et les États-Unis (1877) et y récolte de riches informations scientifiques. Il acquiert rapidement au Royaume-Uni une solide notoriété : en 1855, il est nommé directeur-assistant des Jardins botaniques royaux de Kew, et en 1865, il succède à son père en tant que directeur, conservant alors le poste pendant vingt ans. À l'âge de 30 ans, il est déjà élu membre de la Royal Society, et en 1873 il en devient président, fonction qu'il conserve jusqu'en 1885. Il est lauréat de la Royal Medal en 1854, de la médaille Copley en 1887, de la médaille linnéenne en 1888, de la médaille Darwin en 1892 et de la médaille d’argent Darwin-Wallace en 1908.
Il apporte un soutien remarquable à Charles Darwin, dont il est un ami de la première heure, l'incitant à publier ses théories. L'auteur de L'Origine des espèces rend d'ailleurs hommage à Hooker pour sa confiance indéfectible, ses vastes connaissances et ses jugements avisés.
Joseph Dalton Hooker a beaucoup publié. Outre les ouvrages déjà mentionnés, il est l'auteur d'une flore des îles britanniques à l'usage des étudiants et coauteur avec George Bentham d'une œuvre monumentale, Genera plantarum (sept volumes, 1862-1863), élaborée à partir des collections de Kew. Pour ses nombreux travaux il a reçu les plus hautes distinctions.
Il se marie en 1851 avec Frances Harriet Henslow, fille du botaniste et géologue John Stevens Henslow. Elle meurt en 1874. Il se remarie deux ans plus tard avec Hyacinth Symonds Jardine. Il aura huit enfants, six garçons et deux filles dont l'illustratrice botanique Harriet Anne Hooker Thiselton-Dyer.
Joseph Dalton Hooker est mort à Sunningdale dans le Berkshire, et il a été enterré dans l'église de Kew à côté de son père.

## Liste partielle des publications
- 1849-1851 : The Rhododendrons of Sikkim-Himalaya
- 1855 : Illustrations of Himalayan plants
- 1855 : Flora indica, avec Thomas Thomson
- 1844-1859 : The Botany of the Antarctic Voyage
- 1846-1867 : Handbook of the New Zealand Flora
- 1859 : A Century of Indian Orchids
- 1862-1883 : avec George Bentham, Genera plantarum
- 1872-1897 : The Flora of British India